# Thesea dendritica
Thesea dendritica is een zachte koraalsoort uit de familie Plexauridae. De koraalsoort komt uit het geslacht Thesea. Thesea dendritica werd in 1910 voor het eerst wetenschappelijk beschreven door Nutting. 